# Survivor Series 1991
Survivor Series (1991) was een professioneel worstel-pay-per-view (PPV) evenement dat georganiseerd werd door de World Wrestling Federation (WWF, nu WWE). Het was de 5e editie van Survivor Series en vond plaats op 27 november 1991 op Thanksgiving Day in het Joe Louis Arena in Detroit, Michigan.

## Matches
| Nr. | Matc | Winnaar(s)                                                   | Opmerkingen                                                   | Bron  |
| --- | --- | ------------------------------------------------------------ | ------------------------------------------------------------- | ----- |
| 1D  | Chris Chavis vs. Kato | Chris Chavis                                                 | Eén-op-één Dark match.                                        | [ 1 ] |
| 2   | The Mountie, Ric Flair, Ted DiBiase & The Warlord (met Harvey Wippleman, Jimmy Hart, Mr. Perfect en Sensational Sherri) vs. Bret Hart, The British Bulldog, Roddy Piper & Virgil                                                              | The Mountie, Ric Flair, Ted DiBiase & The Warlord            | 4-tegen-4 Survivor Series match.                              | [ 1 ] |
| 3   | Jim Duggan, Sgt. Slaughter, The Texas Tornado & Tito Santana vs. The Berzerker, Col. Mustafa, Hercules & Skinner (met General Adnan en Mr. Fuji)                                                                                              | Jim Duggan, Sgt. Slaughter, The Texas Tornado & Tito Santana | 4-tegen-4 Survivor Series match.                              | [ 1 ] |
| 4   | The Undertaker (met Paul Bearer) vs. Hulk Hogan (c) | The Undertaker (nc)                                          | Eén-op-één match voor het WWF World Heavyweight Championship. | [ 1 ] |
| 5   | The Nasty Boys (Brian Knobbs & Jerry Sags) en The Beverly Brothers (Beau Beverly & Blake Beverly) (met The Genius en Jimmy Hart) vs. The Bushwhackers (Bushwhacker Butch & Bushwhacker Luke) en The Rockers (Marty Jannetty & Shawn Michaels) | The Nasty Boys en The Beverly Brothers                       | 4-tegen-4 Survivor Series match.                              | [ 1 ] |
| 6   | Big Boss Man en The Legion of Doom (Animal & Hawk) vs. Irwin R. Schyster & The Natural Disasters (Earthquake & Typhoon) (met Jimmy Hart) | Big Boss Man en The Legion of Doom                           | 3-tegen-3 Survivor Series match.                              | [ 1 ] |